# Dejan Karan
Dejan Karan, cyr. Дејан Каран (ur. 13 sierpnia 1988 w Nowym Sadzie) – serbski piłkarz występujący na pozycji obrońcy. Od 2016 jest zawodnikiem Diósgyőri VTK.